# HAIR-AN-Syndrom
Das HAIR-AN-Syndrom, Akronym für HyperAndrogenämie, InsulinResistenz und Acanthosis Nigricans, ist eine in Europa nicht seltene angeborene Erkrankung mit den namensgebenden Hauptmerkmalen.
Das Syndrom kann als Unterform des Polyzystischen Ovar-Syndroms angesehen werden, bei der eine ausgeprägte Insulinresistenz vorliegt.

## Verbreitung
Die Erkrankung betrifft (fast) nur Frauen.
Etwa 5–10 % der Frauen mit Hyperandrogenämie haben ein HAIR-AN-Syndrom, bis zu 40 % junger Frauen mit Menstruationsstörungen können dieses Syndrom aufweisen.
Mitunter besteht eine Assoziation mit Autoimmunerkrankungen wie Hashimoto-Thyreoiditis und Morbus Basedow.

## Ursache
Der Erkrankung können zwei unterschiedliche Veränderungen zugrunde liegen:
- Antikörper gegen den Insulinrezeptor
- aufgrund genetischen Defektes fehlende oder verminderte Zahl oder Funktion der Insulinrezeptoren.

Der erhöhte Insulinspiegel führt zur Erhöhung des Androgenspiegels.

## Klinische Erscheinungen
Klinische Kriterien sind:
- Hyperandrogenämie mit Hirsutismus, Akne, Seborrhoe, Menstruationsstörung
- Insulinresistenz
- Acanthosis nigricans

## Diagnose
Die Diagnose ergibt sich aus den klinischen Befunden und den veränderten Laborwerten im Blutserum.

## Differentialdiagnose
Abzugrenzen sind das PCOS und das Insulinresistenz-Syndrom Typ A.

## Therapie
Zur Behandlung kommen Antiandrogene und Maßnahmen zur Gewichtsreduktion infrage.